# Liste der Monuments historiques in Saint-Germain-du-Puch
Die Liste der Monuments historiques in Saint-Germain-du-Puch führt die Monuments historiques in der französischen Gemeinde Saint-Germain-du-Puch auf.

## Liste der Objekte
| Bezeichnung | Beschreibung                                           | Standort                     | Kennzeichnung | Schutzstatus | Datum | Bild |
| ----------- | ------------------------------------------------------ | ---------------------------- | ------------- | ------------ | ----- | ---- |
| Tabernakel  | Holz, polychrom gefasst und vergoldet, 17. Jahrhundert | in der Kirche Germain (Lage) | PM33000703    | Classé       | 1981  |      |
| Antependium | Holz, bemalt und vergoldet, 17. Jahrhundert            | in der Kirche Germain (Lage) | PM33000704    | Classé       | 1981  |      |
| Antependium | Stein, bemalt, 15. Jahrhundert                         | in der Kirche Germain (Lage) | PM33000705    | Classé       | 1981  |      |